# Eduardo Rothe
Eduardo Rothe est un journaliste et militant révolutionnaire vénézuélien, ancien membre de l'Internationale situationniste, ayant fait partie en 2005 de l'équipe du ministre de l'Information et de la Communication du gouvernement d'Hugo Chávez.

## Parcours
Il commence à militer à l'âge de quinze ans au sein du parti communiste vénézuélien puis au M.I.R. (Mouvement de la gauche révolutionnaire). Plus tard, il devient proche de Marc Chirik, un militant communiste révolutionnaire d'origine russe émigré en 1952 au Venezuela qui anime à partir de 1964  sous le pseudonyme de Juan M. le groupe internacionalismo ainsi qu'un groupe clandestin de jeunes élèves au sein de l'école française Jean-Jacques Rousseau de Caracas jusqu'à une perquisition en 1968 entrainant l'accusation de “complot révolutionnaire international” qui l'incite alors à rentrer d'exil.  
Marc Chirik entre en contact avec le C.M.D.O. (Conseil pour le Maintien des Occupations) pendant la grève générale de mai-juin 1968 en France qu'il n'intègrera pas à la différence de son jeune compagnon vénézuélien Eduardo Rothe qui devient ensuite membre de l'I.S. et rejoint la nouvelle section italienne créée à Milan en janvier 1969 où officient Gianfranco Sanguinetti, Claudio Pavan et Paolo Salvadori, qui participe à l'agitation sociale qui secoue le pays. Il rédige avec un camarade italien Puni Cesoni sous le sigle Gli amici dell'Internazionale (Les amis de l'Internationale) le tract Il reichstag brucia ? (le Reichstag brûle-t-il ?) qui dénonce la provocation de l'attentat de la piazza Fontana. Il est à noter qu'à part le groupe Ludd-Consigli Proletari (dans le tract Bombe Sangue Capitale), l'I.S. est seule à dénoncer sur le moment ce premier acte du terrorisme d'état qui deviendra une spécialité de l'Italie dans les années qui suivront. En avril 1970, il est exclu de l'I.S. mais continue ses activités subversives en Italie et au Portugal. Plus récemment, il est devenu membre de l'équipe du ministre de l'information et de la communication vénézuélien Andrés Izarra sous le gouvernement d'Hugo Chavez. Entre-temps, il a été également pêcheur et journaliste.

## Publications
- Le Reichstag brûle-t-il ? signé les amis de l'Internationale (avec Puni Cesoni) (19 décembre 1969) in Section italienne de l'Internationale situationniste, Écrits complets (1969-1972), traduits par Joël Gayraud et Luc Mercier, Paris, éd. Contre-Moule, 1988.
- La conquête de l'espace dans le temps du pouvoir, in Internationale situationniste n° 12, septembre 1969 (Champ libre, 1975 ; Arthème fayard, 1997).